# Савез хокеја на леду Француске
Савез хокеја на леду Француске, ФФХГ (фр. Fédération Française de Hockey sur Glace (FFHG)) кровна је спортска организација задужена за промоцију и организацију аматерског и професионалног хокеја на леду на подручју Републике Француске. 
Као део некадашњег Француског савеза спортова на леду (фр. Fédération française des sports de glace) један је од оснивача Међународне хокејашке федерације (ИИХФ) у чијем пуноправном чланству се налази од 20. октобра 1908. године. Као независна спортска институција делује од 29. априла 2006. године.
Седиште Савеза налази се у месту Иси ле Мулино (регион Ил де Франс).

## Историја француског хокеја
Француска се сматра једним од пионира европског хокеја на леду. Први контакт са овим спортом Французи су имали 1894. захваљујући канадском хокејашу Џоу Мигеру који је први донео правила модерног хокеја у земљу. Године 1903. у Паризу је основан први регистровани хокејашки клуб на подручју Европе ХК Париз. Исте године одиграна је и прва службена утакмица са екипом из Лиона (који су парижани добили са 2:1). Недуго затим хокејаши из главног града Француске су одиграли и први међународни меч, овај пут са екипом града Лондона. 
Национално првенство почело је да се игра 1904. године. После Британског то је други најстарији национални шампионат у Европи. 
У оквирима Француске федерације зимских спортова 1907. је основана секција задужена искључиво за хокеј на леду. Француски савез је био један од иницијатора оснивања Међународне хокејашке федерације (основане 20. октобра 1908), а први председник ИИХФ постао је Француз Луј Магну. 
У зиму 1908. у граду Шамонију је одржан први међународни турнир уз учешће тимова из Лондона, Париза, Лозане, Брисела и Прага. Захваљујући идеалним природним условима хокеј на леду се нарочито брзо развијао у француским зимским центрима, попут Шамонија, Гренобла, Сен Жервена, Амијена и других. Недостатак домаћих стручњака надокнадили су бројни играчи и тренери који су долазили из Канаде и САД. 
Током двадесетих и тридесетих година прошлог века репрезентација Француске била је хедна од најуспешнијих у Европи, и такво стање је остало све до педесетих година када је интерес за хокеј у земљи нагло опао. 
Из Федерације зимских спортова су се 1947. издвојили спортови на леду чији су челни људи основали национални Савез спортова на леду (фр. Fédération Française des Sports de Glace) под чијим ингеренцијама се хокејашки спорт развијао све до 20. априла 2006. када је у Амијену основана Хокејашка федерација Француске.

## Такмичења
Под ингеренцијом Савеза одржавају се професионална и аматерска такмичења у земљи на клупском нивоу, те све акције репрезентативних селекција у обе категорије. 
Национално првенство одржава се од 1907. године и најстарије је лигашко такмичење у овом спорту на подручју Европе (после британске лиге). Лигашка такмичења оджавају се у три квалитативна нивоа у мушкој и у једном у женској категорији (за сениоре), а постоји и неколико аматерских такмичења у млађим узрасним категоријама. Такмичење за национални куп игра се од 1936. године. 
Мушка сениорска репрезентација на међународној сцени дебитовала је 4. марта давне 1905. у Бриселу против селекције Белгије (и изгубила са 0:3). На светским првенствима, односно олимпијским играма дебитовала је 1920. на ЛОИ у Антверпену заузевши претпоследње место. 
Женска сениорска репрезентација деби наступ имала је у Плзену 18. марта 1989. против селекције Чехословачке (и забележина нерешен резултат 1:1). 
Под ингеренцијом националног савеза делују и селекције до 18 и до 20 година у обе категорије.

## Савез у бројкама
Према подацима ИИХФ на подручју под ингеренцијом ФФХГ 2013. регистрован је укупно 18.041 хокејаш у око 100 активних клубова. Од тог броја њих 8.019 такмичило се у сениорској (6.763 мушкарца и 1.256 жена), а 10.022 у јуниорској конкуренцији. Судијску лиценцу националног Савеза поседовало је 106 арбитара. 
Хокејашка инфраструктура је на одличном нивоу и чине је 124 ледене дворане стандардних димензија и 5 отворених терена. Највеће дворане налазе се у Паризу, Греноблу, Лиону и Межеву.